# Тамнице и змајеви
Тамнице и змајеви (енгл. Dungeons & Dragons; скр. D&D или DnD) је игра улога коју је издала фирма Wizards of the Coast. Aутори оригиналне игре су Гари Гајгакс и Дејв Арнесон, који су је објавили у јануару 1974. године у својој фирми Tactical Studies Rules (TSR). Иако је игра изворно настала као игра на табли, прво издање ове игре се сматра зачетником савремених игара играња улога и, самим тиме, почетком индустрије РПГ-ова.

## Увод у
Играчи праве ликове које се упуштају у замишљене пустоловине. Током сваке од тих пустоловина се боре с различитим нестварним чудовиштима, скупљају благо, међусобно комуницирају и стичу искуствене бодове, постајући све моћнији и моћнији како игра напредује. Д&Д је направио помак од играња рата у традиционалном смислу, тако што је, уместо легија и војски, сваком играчу додељен појединачни играћи лик. Игра такође развија концепт Координатора игре (енг. Гаме мастер, ГМ), приповедача и судије одговорног за стварање измишљеног оквира или поставке игре, који усмерава деловање ликова којима управљају играчи, и управља улогама додатних неиграчих ликова.
Игра обично напредује кроз низ састанака играча и координатора игре, када се назива „кампања“ или борбени поход. Сваки играч игра с једним ликом, иако неке игре допуштају и играње с више ликова. Играчи и координатор помоћу папира и оловке (или рачунара) воде белешке о активностима, особинама и имовини ликова. Правила игре појашњавају начин на који се ликови створе и опреме за пустоловину, како раде њихове моћи и способности, како се одвија комуникација и борбе, те описују чаролије и ствари на које ликови могу наићи. Међутим, правила настоје и подстакнути коордирнаторе на мењање правила тако да одговарају потребама властите кампање и дружине с којом игра.
Упркос конкуренцији Д&Д је наставио да доминира светом индустрије РПГ-а задржавајући недодирљиво место на истоме тржишту. 1977. се игра дели на два правца: једноставније Д&Д и сложеније Напредне лагуме и змајеве (енгл. Advanced Dungeons & Dragons, AD&D). 
До 2006. су Лагуми и змајеви најпознатија и најпродаванија игра улога, с око 20 милиона играча у целом свету и зарадом од продаје књига и опреме од преко милијарду долара.